# Wacław Łęgowski
Wacław Łęgowski (ur. 28 września 1888 w Piotrkowie, zm. między 23 a 24 kwietnia 1940 w Katyniu) – kapitan piechoty Wojska Polskiego, ofiara zbrodni katyńskiej.

## Życiorys
Był synem Antoniego i Antoniny ze Staniszewskich. W Wojsku Polskim od grudnia 1918. Uczestniczył w wojnie polsko-bolszewickiej. 
Po zakończeniu działań wojennych pozostał w wojsku. W 1923 w stopniu porucznika ze starszeństwem z dniem 1 czerwca 1919 i 204 lokatą służył w 31 pułku piechoty. W 1924 awansował do stopnia kapitana i nadal służył w 31 pp. W 1932 służył w komendzie miasta Łódź. Był kierownikiem administracji koszar w Komendzie Miasta Łodzi. Z dniem 30 września 1934 został przeniesiony w stan spoczynku.
Podczas kampanii wrześniowej dostał się do sowieckiej niewoli. Według stanu z kwietnia 1940 był jeńcem kozielskiego obozu. 22 kwietnia 1940 przekazany do dyspozycji naczelnika smoleńskiego obwodu NKWD – lista wywózkowa 040/3 poz. 75 nr akt 481, z 20 kwietnia 1940. Został zamordowany między 23 a 24 kwietnia 1940 przez NKWD w lesie katyńskim. Nie został zidentyfikowany podczas ekshumacji prowadzonej przez Niemców w 1943. W Archiwum Robla (pakiet 0638-01) w rzeczach znalezionych przy szczątkach podporucznika Witolda Stróżewskiego znajduje się notatki z niedatowaną listą nazwisk oficerów „Oddziału 8” na której widnieje nazwisko Łęgowskiego. Krewni do 1946 poszukiwali informacji przez Biuro Informacji i Badań Polskiego Czerwonego Krzyża w Warszawie. W archiwum IPN znajduje się relacja krewnego o Wacławie Łęgowskim.
Był żonaty z Natalią z Fiszerów.
5 października 2007 minister obrony narodowej Aleksander Szczygło mianował go pośmiertnie na stopień majora. Awans został ogłoszony 9 listopada 2007 w Warszawie, w trakcie uroczystości „Katyń Pamiętamy – Uczcijmy Pamięć Bohaterów”.

## Ordery i odznaczenia
- Krzyż Niepodległości  – 9 listopada 1933 „za pracę w dziele odzyskania niepodległości”[9][10]
- Krzyż Walecznych[11][3]
- Krzyż Kampanii Wrześniowej – pośmiertnie 1 stycznia 1986[12]
- Medal Zwycięstwa[13]